# Samurai Shodown: The Motion Picture
Samurai Shodown: The Motion Picture é uma adaptação que toma muitas liberdades com o material original.

## Sinopse
No meio de uma guerra, Shiro Tokisada Amakusa, que deveria proteger o selo de Ankokushin Ambrosia, um deus do mal gigantesco, demoníaco, Poderoso e Invencível que poderia trazer caos e destruição ao mundo, trai seus amigos, (os seis guerreiros sagrados) em troca de uma nova vida e os mata sem piedade. Cem anos depois, os guerreiros reencarnaram e juntos devem derrotá-lo, porém, para vencer, será preciso domar o gênio impetuoso de Haohmaru, o único dos samurais sagrados que perdeu sua memória.

## Dublagem
| Personagens                  | Dublagem Japônes    | Dublagem Brasileiro (1994) | Redublagem Brasileiro (2006) |
| Haohmaru                     | Shingo Katori       | Mauro Eduardo Lima         | Guilherme Briggs             |
| Shirō Tokisada Amakusa       | Yuu Daiki           | Noeli Santisteban          | Lina Rossana                 |
| Charlotte Christine de Colde | Sakiko Tamagawa     | Cecília Lemes              | Andrea Murucci               |
| Galford D. Weller            | Wataru Takagi       | Marcelo Campos             | Reinaldo Buzzoni             |
| Wan-Fu                       | Tessho Genda        | Guilherme Lopes            | Maurício Berger              |
| Nakoruru                     | Reiko Chiba         | Leda Figueiró              | Ana Lúcia Menezes            |
| Tam Tam                      | Takehito Koyasu     | Élcio Sodré                | Márcio Simões                |
| Jubei Yagyū                  | Takeo Chii          | Luiz Antônio Lobue         | Mauro Ramos                  |
| Hanzō Hattori                | Takeshi Aono        | José Parisi Jr.            | Ricardo Schnetzer            |
| Kyoshiro Senryo              | Yuji Mitsuya        | Paulo Porto                | Clécio Souto                 |
| Earthquake                   | Shigezou Sasaoka    | Borges de Barros           | Ricardo Telles               |
| Gen-An Shiranui              | Kōichi Kitamura     | Paulo Porto                | Ronalth Abreu                |
| Chiyo, mãe do Haohmaru       | Megumi Terase       | Márcia Gomes               | Miriam Ficher                |
| Otami, mãe de Gorô           | Seiko Tomoe         | Isaura Gomes               | Elida L'Astorina             |
| Criânça 1                    | Seiko Tomoe         | ???                        | Pamella Rodrigues            |
| Criânça 2                    | Tsutomu Kashiwakura | ???                        | Erick Bougleux               |
| Criânça 3                    | Miyuki Matsushita   | Márcia Regina              | Jéssica Marina               |
| Yoshimune Tokugawa           | Kazuhiko Kishino    | ???                        | Ednaldo Lucena               |

Outras vozes: Isaura Gomes, Márcia Gomes, Márcia Regina, Paulo Porto, Wendel Bezerra. entre outros.
Outras Vozes (2006): Alfredo Martins, Beatriz Loureiro, Carla Pompílio, Charles Emmanuel, Jéssica Marina, José Leonardo, Matheus Perissé, Pamella Rodrigues. entre outros.